# Електромагнітний витратомір

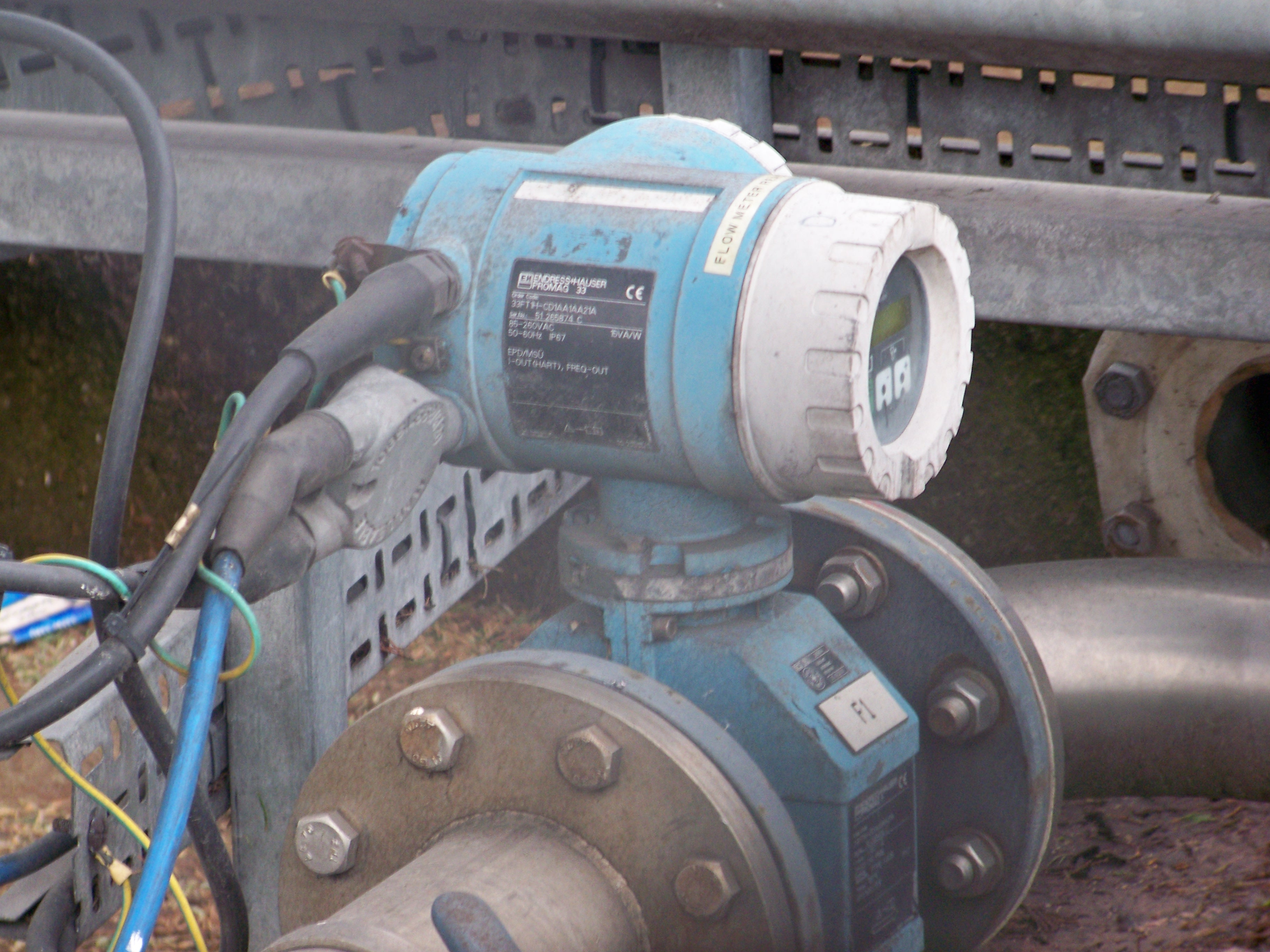
Електромагнітний витратомір фірми «Endress+Hauser»

Електромагні́тний витратомі́р — витратомір, принцип дії якого побудований на явищі електромагнітної індукції, згідно з яким при протіканні електропровідного середовища (наприклад, вода — середовище з іонною провідністю, провідник другого роду) у магнітному полі, у ньому індукується електрорушійна сила (ЕРС) Е, що пропорційна до середньої швидкості середовища V та індукції B магнітного поля:
{\displaystyle E=kBVl},
де k — безрозмірний коефіцієнт, що визначається геометричними і конструктивними параметрами первинного перетворювача (давача);
l — відстань між електродами, зазвичай при діаметрально протилежному розміщенні відповідає внутрішньому діаметру труби (l = Dу).

## Принцип роботи

Принципова схема електромагнітного витратоміра

Принципова схема витратоміра електромагнітного типу показана на рисунку. У стінки патрубка діаметрально протилежно в одному поперечному перерізі введені електроди 1. До електродів підключено високочутливий електровимірювальний прилад, шкала якого проградуйована в одиницях швидкості або одиницях витрати. Патрубок, що вмонтований у трубопровід, по якому рухається електромагнітна рідина розміщений у магнітному полі, що створюється котушками індуктивності (індукторами) 2. 
Патрубок витратоміра виготовляють з електроізоляційного матеріалу: фторопласту, поліетилену, ебоніту, гуми та інших матеріалів в залежності від властивостей вимірюваної рідини. 

### Витратомір із сталим магнітним полем
Відомо, що у рухомому провіднику, що перетинає силові лінії постійного магнітного поля, індукується електрорушійна сила, величина якої описується наведеною вище формулою.
Врахувавши, що l = Dу і виразивши швидкість через об'ємну витрату для трубопроводу круглого перерізу:
{\displaystyle E=k{\frac {4BQ}{\pi D_{y}}}}.
З цієї формули випливає, що при однорідному магнітному полі ЕРС прямо пропорційна об'ємній витраті.
Отже, електромагнітний витратомір є по суті генератором, у якому провідником, що рухається в магнітному полі, служить електропровідна рідина. Провідність рідини повинна бути не нижчою за 10-5...10-6 См/м і не вищою за 10 См/м.
Основні і суттєві недоліки електромагнітних витратомірів із сталим магнітним полем: це виникнення на електродах гальванічної ЕРС та ЕРС поляризації, що вносять значні похибки у значення ЕРС на електродах. У зв'язку з цим витратоміри із сталим магнітним полем використовують при вимірюваннях витрат рідких металів та пульсуючих потоків, коли поляризація не встигає зробити суттєвого впливу.

### Витратомір із змінним магнітним полем
У випадку змінного магнітного поля, якщо воно змінюється з частотою f, то ЕРС для трубопроводів круглого перерізу описується рівнянням
{\displaystyle E=k{\frac {4BQ}{\pi D_{y}}}B_{max}\sin {\omega t}}.
де: {\displaystyle B_{max}} — амплітудне значення магнітної індукції;
{\displaystyle \omega =2\pi f} — циклічна частота.
При змінному магнітному полі електрохімічні процеси роблять менший вплив, ніж при постійному. Для боротьби із завадами від зовнішніх електричних ланцюгів застосовують екранування, а для виключення індукційної похибки використовують дві пари індукторів магнітні поля яких протилежно спрямовані, що приводить до компенсації додаткової ЕРС взаємоіндукції.

## Переваги
Електромагнітні витратоміри мають низку переваг: 
- майже повна безінерційність приладу, що дуже важливо для вимірювання витрат, що швидко змінюються при використанні їх у складі систем автоматичного регулювання;
- на результат вимірювань не впливає наявність завислих часток у рідині і бульбашок газу;
- покази витратоміра не залежать від властивостей контрольованої рідини (в’язкості, густини) і характеру потоку (ламінарний, турбулентний);
- при відповідному підборі матеріалу із застосуванням антикорозійного та інших покриттів електромагнітні витратоміри можна застосовувати для вимірювання витрати агресивних рідин, а також рідин і паст з абразивними властивостями;
- на основі лінійної залежності наведеної ЕРС від витрати шкала приладу є лінійною;
- цим витратомірам властивий достатньо широкий діапазон вимірювання витрат;
- перетворювачі електромагнітних витратомірів не мають рухомих елементів та звужень.

## Недоліки
До недоліків електромагнітних витратомірів слід віднести необхідність компенсації завад, що виникають при змінному полі у колі електродів, а також неможливість вимірювання витрат газів і рідин з малою електропровідністю (спирти, мастила, бензин та інші легкі нафтопродукти). Неприпустимо застосовувати електромагнітні витратоміри поблизу електросилових пристроїв, які утворюють сильні електромагнітні поля, а також для потоків рідини із завислими феромагнітним частками.
Через складність підсилення сталих напруг витратоміри з постійним магнітним полем використовують дуже рідко.